# 이규창 (성우)
이규창(1982년 3월 14일 ~ )은 대한민국의 성우로, 2015년에 한국방송 성우극회 공채 40기 성우로 입사했다.

## 출연 작품

### 애니메이션
- 《프리파라》(MBC) - 소피의 아빠, 제로, 햄
- 《헬로 카봇 유니버스 2》(SBS) - 라이캅스
- 《반짝반짝 해피★ 열려라! 코코밍》(디즈니채널) - 프라이밍, 루나의 할아버지
- 《다이노 파워즈》(KBS) - 안티, 매트릭 파키케팔로
- 《신비아파트 고스트볼 ZERO: 두 번째 이야기》 (투니버스) - 스마일러

### 극장판 애니메이션
- 《빅풋 주니어》 - 인턴 외
- 《아기돼지 3형제와 쿵푸랜드》 - 늑대왕
- 《마야2》 - 바니 / 윙턴
- 《커다랗고 커다랗고 커다란 배》 - 글루코스

### 게임
- 《수상한 메신저》 - 벤더우드
- 《오버워치》 - 막시밀리앙

### 외화
- 《경감 메그레 시즌 2》(KBS) - 오스카(조플린 시브테인)
- 《닥터후 시즌 10》(KBS) - 코넬라우스(빌 매튜스)
- 《디셉션》(KBS) - 펠릭스(엘리엇 빌랄,1화) / 빈스(커트 부라이,6화) / 카를로(숀 넬슨,9화)
- 《뮬란》 - 군인(방우농)
- 《미션 임파서블: 폴아웃》(KBS) - 졸리(프레드릭 슈미트)
- 《브렉시트: 치열한 전쟁》(KBS) - 피터 만델슨(본인)
- 《블랙 위도우》 - 릭 메이슨(O. T. 패그벤레이)
- 《월요일이 사라졌다》(KBS) - 에디(토미와 에던) / 의사(나디브 몰초)
- 《덤보》 - 경비원

## 특촬물
- 《가면라이더 지오》(대원방송) - 스와츠
- 《엑스가리온》 - 선대 기지장, 스매싱

### 다큐
- 2015.11.17 KBS 시사기획 창 《노동위 심층 보고서 누가 심판하는가?》

### 라디오 드라마

#### KBS
《세월따라 노래따라》 (KBS 라디오)
- 2016.05.09 ~ (진행)

《사랑의 책방》 (KBS 라디오)
- (시낭송)

《다큐멘터리 역사를 찾아서》 (KBS 라디오)
- 2015.02.22 ~ (방송중)

《소설극장》 (KBS 3라디오)
- 2015.01.17 ~ 2015.05.07 미겔 데 세르반테스 作 《돈 끼호테》
- 2015.05.08 ~ 2015.06.28 박민규 作 《죽은 왕녀를 위한 파반느》
- 2015.06.29 ~ 2015.08.15 프레드릭 배크만 作 《오베라는 남자》
- 2015.10.03 ~ 2015.11.26 이광수 作 《무정》
- 2015.11.27 ~ 2016.01.08 양귀자 作 《원미동 사람들》 中 비오는 날이면 가리봉동에 가야한다/ 일용할 양식 (일꾼 임씨/ 경호네)
- 2016.01.09 ~ 2016.02.24 이디스 워튼 作 《순수의 시대》 (보버프)
- 2016.04.01 ~ 2016.05.19 김연수 作 《설계자들》 (한자/ 이발사)
- 2016.05.20 ~ 2016.06.27 강태식 作 《굿바이 동물원》

《라디오 문학관》 (KBS 라디오)
- 2015.03.08 김희선 作 《라면의 황제》 (만두노인/ 기자2)
- 2015.03.22 해이수 作 《리키의 화원》 (중견 남배우2)
- 2015.04.05 권여선 作 《카메라》 (남자)
- 2015.05.10 최지애 作 《달콤한 픽션》 (남사장)
- 2015.05.17 나경화 作 《쿙 쿙》 (교관)
- 2015.07.05 김언수 作 《항구의 문법》 (정씨)
- 2015.07.12 윤이형 作 《러브 레플리카》 (젊은 男)
- 2015.07.26 이승영 作 《어느 살인사건》 (서장)
- 2015.08.30 김범석 作 《저주받은 흉가의 탄생, 혹은 종말》 (미희 할아버지)
- 2015.09.06 조해진 作 《사물과의 작별》 (사내1)
- 2015.09.13 정소현 作 《어제의 일들》 (할아버지)
- 2015.09.20 김중혁 作 《가짜 팔로 하는 포옹》 (남자)
- 2015.09.27 《장화홍련전》 (이방)
- 2015.10.18 김금희 作 《조중균의 세계》 (노교수)
- 2015.11.01 윤성희 作 《가볍게 하는 말》 (큰아버지)
- 2015.11.08 김나정 作 《어쩌다》 (양씨)
- 2015.11.15 해이수 作 《뒷모습에 아프다》 (최일병)
- 2015.12.06 김애란 作 《너의 여름은 어떠니》 (피디)
- 2015.12.13 장강명 作 《알바생 자르기》 (싹다우)
- 2015.12.27 최정화 作 《홍로》 (대진)
- 2016.01.03 전성태 作 《영접》 (선임)
- 2016.01.10 권여선 作 《이모》 (노숙인)
- 2016.01.17 이청해 作 《어디까지 왔나》 (청바지)
- 2016.01.24 김경주 作 《태엽》 (건물주)
- 2016.02.07 이수경 作 《자연사 박물관》 (경찰2)
- 2016.02.14 황승욱 作 《세탁실》 (준호)
- 2016.02.21 김현경 作 《핀 캐리》 (아버지)
- 2016.03.06 장마리 作 《가족의 증명》 (아버지)
- 2016.03.20 정도상 作 《장씨의 어떤 하루》 (일석)
- 2016.04.10 성은영 作 《귀향의 끝》 (양계장)
- 2016.04.17 김덕희 作 《낫이 짖을 때》 (주인)
- 2016.04.24 천명관 作 《퇴근》 (의사)
- 2016.05.01 전성태 作 《영접》 (선임)
- 2016.05.15 이효석 作 《풀잎》 (민주빈)
- 2016.06.05 김경욱 作 《천국의 문》 (아버지)
- 2016.06.12 이갑수 作 《T.O.P》 (방장스님 / 대호상사)

라디오 극장 (KBS 라디오)
- 2015.02.01 ~ 2015.02.28 조정래 作 <인간연습>
- 2015.03.01 ~ 2015.03.31 박지리 作 <양춘단 대학 탐방기>
- 2015.05.01 ~ 2015.05.31 박민규 作 <삼미 슈퍼스타즈의 마지막 팬클럽>
- 2015.06.01 ~ 2015.06.30 이창훈 作 <퇴계 이황이 된 고교 일진 라이언>
- 2015.09.01 ~ 2015.09.30 박하익 作 <선암여고 탐정단>
- 2015.10.01 ~ 2015.10.31 박수정 作 <프로젝트S>
- 2015.11.01 ~ 2015.11.30 정동재 作 <전우치 나는 술사(術士) 전우치로다>
- 2015.12.01 ~ 2015.12.31 서진 作 <하트 브레이크 호텔>
- 2016.01.01 ~ 2016.01.31 김휘 作 <해마도시> (청소부 / 노인 / 김기사)
- 2016.02.01 ~ 2016.02.29 도진기 作 <가족의 탄생> (고진)
- 2016.03.01 ~ 2016.03.31 김려령 作 <가시고백> (민해철)
- 2016.04.01 ~ 2016.04.30 정아은 作 <모던하트> (아빠)
- 2016.05.01 ~ 2016.05.31 정유정 作 <내 심장을 쏴라> (양선우/ 십운산)
- 2016.06.01 ~ 2016.06.30 홍부용 作 <아빠를 빌려드립니다> (박용민)

KBS 무대 (KBS 라디오)
- 2015.03.07 <행복을 지켜드립니다> (점장)
- 2015.04.18 <어느 쨍한 날> (사장)
- 2015.05.02 <장군멍군> (택시기사)
- 2015.05.23 <껌 뱉지 맙시다> (남자2)
- 2015.06.13 <햇살에 쓰는 일기> (주인)
- 2015.07.11 <여자 없는 남자들> (노인)
- 2015.08.01 <푸르고 시린> (남자)
- 2015.08.15 <기적소리> (일본군)
- 2015.08.22 <세상은 요지경> (사회자)
- 2015.08.29 <죽거나 죽이거나> (효식)
- 2015.09.12 <별일 없이 산다> (영철)
- 2015.09.19 <사랑을 연결합니다> (피디)
- 2015.10.02 <연극이 끝난 후> (배우1)
- 2015.10.31 <미스터 노바디> (택시)
- 2015.11.14 <만삭의 세입자> (인부1)
- 2015.11.21 <아버지의 탄생> (손님)
- 2015.12.05 <울 아빠는 아이돌> (기자2)
- 2015.12.19 <몸 빌려주는 남자> (귀신2)
- 2016.01.09 <사생결단, 미스김 사건> (커플매니저)
- 2016.01.23 <지족의 사랑> (사또)
- 2016.02.13 <이리온, 리우> (이병장)
- 2016.02.20 <어느 곳에나 있는 여자> (경비)
- 2016.02.27 <컨츄리 라디오> (윤부장)
- 2016.03.12 <곡예사의 첫사랑> (교감)
- 2016.04.02 <엘리트 학원 구하기> (필기)
- 2016.05.07 <위대한 이혼식> (장피디)
- 2016.05.14 <어머니와 아들> (형사)
- 2016.05.28 <폭식을 멈추는 0번째 방법> (회원2)
- 2016.06.04 <나는 꿈꾸었다> (형욱父)
- 2016.06.25 <뉴스를 들려드립니다> (부장)
- 2017.01.28 <꺼지지 않는 TV> (정석 / 남배우 / 김씨)
- 2017.11.11 <비연애주의자 고혜진> (기태식)
- 2018.02.03 <대한민국 김대리> (강박)
- 2018.08.11 <돈키호테의 프로포즈> (행정실장)
- 2019.04.27 <전설의 고향> (홍경래)

와이파이 초한지 (KBS 라디오)
- 2016.05.09 1화 (창해역사)
- 2016.05.10 2화 (창해역사)
- 2016.05.16 6화 (진무양)
- 2016.05.17 7화 (안국군)
- 2016.05.18 8화 (안국군)
- 2016.05.19 9화 (안국군)
- 2016.05.23 11화 (안국군)
- 2016.05.24 12화 (안국군)
- 2016.05.27 15화 (한비)
- 2016.05.30 16화 (한비)
- 2016.06.02 19화 (대신)
- 2016.06.03 20화 (유방父)
- 2016.06.10 25화 (항량)
- 2016.06.13 26화 (항량)
- 2016.06.21 32화 (부하2)
- 2016.06.22 33화 (부하2)
- 2016.06.23 34화 (부하2)

기타 (KBS 라디오)
- 2015.10.05 ~ 2015.10.09 KBS 라디오 특별기획 <부엉이 아저씨, 음악가 이야기 좀 들려주세요!>

## 같이 보기
- 한국방송 성우극회